# 香港交響樂團
香港交響樂團是一個香港的交響樂團，成員以香港業餘及職業的音樂家為主。由羅國治所創辦，並且擔任樂團音樂總監及指揮。樂團演奏作品包括西方的管絃樂及交響樂，以及近代的中國管弦樂作品。
香港交響樂團屬於香港交響樂協會，協會還有香港交響室樂團，香港普藝管弦樂團等組織。

## 外部連結
- 香港交響樂團 （页面存档备份，存于）